# Roning under sommer-OL 2008 - mændenes toer uden styrmand
Konkurrencen i toer uden styrmand for mænd var en af disciplinerne ved roning ved sommer-OL 2008 og blev afholdt fra 9. til 16. august på Shunyi olympiske ro- og kajakstadion.
| Dato                    | Tid         | Tid         | Runde            | Noter                                                                           |
| Dato                    | Lokal       | Dansk       | Runde            | Noter                                                                           |
| ----------------------- | ----------- | ----------- | ---------------- | ------------------------------------------------------------------------------- |
| Lørdag 9. august 2008   | 16:10-16:40 | 10:10-10:40 | Indledende heats |                                                                                 |
| Mandag 11. august 2008  | 17:10-17:20 | 11:10-11:20 | Opsamlingsheat   |                                                                                 |
| Onsdag 13. august 2008  | 16:10-16:30 | 10:10-10:30 | Semifinaler A/B  |                                                                                 |
| Onsdag 13. august 2008  | 17:20-17:30 | 11:20-11:30 | Finale C         |                                                                                 |
| Torsdag 14. august 2008 | 17:20-17:30 | 11:20-11:30 | Finale B         | Alle løb blev udsat til samme tidspunkt fredag 15. august grundet dårligt vejr. |
| Lørdag 16. august 2008  | 16:30-16:40 | 10:30-10:40 | Finale A         |                                                                                 |

## Slutresultat
| Guld   | Drew Ginn og Duncan Free Australien (AUS)              |
| Sølv   | Dave Calder og Scott Frandsen Canada (CAN)             |
| Bronze | Nathan Twaddle og George Bridgewater New Zealand (NZL) |

## Indledende heats
Kvalifikationsregler:
- 1-3 gik videre til semifinaler A/B (SA/B)
- 4+ gik videre til opsamlingsheat (O)

### 1. heat
| Plac. | Roere                                | Land     | Tid     | Noter |
| ----- | ------------------------------------ | -------- | ------- | ----- |
| 1     | Erwan Peron, Laurent Cadot           | Frankrig | 6:46,57 | SA/B1 |
| 2     | Giuseppe De Vita, Raffaello Leonardo | Italien  | 6:51,01 | SA/B2 |
| 3     | Dave Calder, Scott Frandsen          | Canada   | 6:54,88 | SA/B1 |
| 4     | Piotr Hojka, Jaroslaw Godek          | Polen    | 7:01,90 | O     |
| 5     | Tyler Winklevoss, Cameron Winklevoss | USA      | 7:13,64 | O     |

### 2. heat
| Plac. | Roere                              | Land           | Tid     | Noter |
| ----- | ---------------------------------- | -------------- | ------- | ----- |
| 1     | Drew Ginn, Duncan Free             | Australien     | 6:41,15 | SA/B2 |
| 2     | Shaun Keeling, Ramon di Clemente   | Sydafrika      | 6:45,26 | SA/B1 |
| 3     | Tom Lehmann, Felix Drahotta        | Tyskland       | 6:48,60 | SA/B2 |
| 4     | Robin Bourne-Taylor, Tom Solesbury | Storbritannien | 6:59,48 | O     |
| 5     | Morten Nielsen, Thomas Larsen      | Danmark        | 7:17,43 | O     |

### 3. heat
| Plac. | Roere                              | Land        | Tid     | Noter |
| ----- | ---------------------------------- | ----------- | ------- | ----- |
| 1     | Nathan Twaddle, George Bridgewater | New Zealand | 6:41,65 | SA/B1 |
| 2     | Goran Jagar, Nikola Stojić         | Serbien     | 6:46,71 | SA/B2 |
| 3     | Jakub Makovička, Václav Chalupa    | Tjekkiet    | 6:52,50 | SA/B1 |
| 4     | Siniša Skelin, Nikša Skelin        | Kroatien    | 7:16,35 | O     |

## Opsamlingsheat
Kvalifikationsregler:
- 1-3 gik videre til semifinaler A/B (SA/B)
- 4+ gik videre til finale C (FC)

| Plac. | Roere                                | Land           | Tid     | Noter |
| ----- | ------------------------------------ | -------------- | ------- | ----- |
| 1     | Tyler Winklevoss, Cameron Winklevoss | USA            | 6:36,87 | SA/B2 |
| 2     | Siniša Skelin, Nikša Skelin          | Kroatien       | 6:38,30 | SA/B1 |
| 3     | Morten Nielsen, Thomas Larsen        | Danmark        | 6:38,33 | SA/B2 |
| 4     | Robin Bourne-Taylor, Tom Solesbury   | Storbritannien | 6:41,43 | FC    |
| 5     | Piotr Hojka, Jaroslaw Godek          | Polen          | 6:44,19 | FC    |

## Semifinaler A/B
Kvalifikationsregler:
- 1-3 gik videre til finale A (FA)
- 4+ gik videre til finale (FB)

### 1. semifinale A/B
| Plac. | Roere                              | Land        | Tid     | Noter |
| ----- | ---------------------------------- | ----------- | ------- | ----- |
| 1     | Dave Calder, Scott Frandsen        | Canada      | 6:34,02 | FA    |
| 2     | Nathan Twaddle, George Bridgewater | New Zealand | 6:36,05 | FA    |
| 3     | Shaun Keeling, Ramon di Clemente   | Sydafrika   | 6:37,18 | FA    |
| 4     | Jakub Makovička, Václav Chalupa    | Tjekkiet    | 6:37,88 | FB    |
| 5     | Erwan Peron, Laurent Cadot         | Frankrig    | 6:44,29 | FB    |
| 6     | Siniša Skelin, Nikša Skelin        | Kroatien    | 7:14,50 | FB    |

### 2. semifinale A/B
| Plac. | Roere                                | Land       | Tid     | Noter |
| ----- | ------------------------------------ | ---------- | ------- | ----- |
| 1     | Drew Ginn, Duncan Free               | Australien | 6:34,29 | FA    |
| 2     | Tyler Winklevoss, Cameron Winklevoss | USA        | 6:36,65 | FA    |
| 3     | Tom Lehmann, Felix Drahotta          | Tyskland   | 6:37,26 | FA    |
| 4     | Goran Jagar, Nikola Stojić           | Serbien    | 6:38,96 | FB    |
| 5     | Giuseppe De Vita, Raffaello Leonardo | Italien    | 6:47,30 | FB    |
| 6     | Morten Nielsen, Thomas Larsen        | Danmark    | 6:48,65 | FB    |

## Finaler

### Finale C
| Plac. | Roere                              | Land           | Tid     | Noter |
| ----- | ---------------------------------- | -------------- | ------- | ----- |
| 1     | Robin Bourne-Taylor, Tom Solesbury | Storbritannien | 6:46,83 |       |
| 2     | Piotr Hojka, Jaroslaw Godek        | Polen          | 6:53,68 |       |

### Finale B
| Plac. | Roere                                | Land     | Tid     | Noter |
| ----- | ------------------------------------ | -------- | ------- | ----- |
| 1     | Goran Jagar, Nikola Stojić           | Serbien  | 6:49,12 |       |
| 2     | Jakub Makovička, Václav Chalupa      | Tjekkiet | 6:52,57 |       |
| 3     | Erwan Peron, Laurent Cadot           | Frankrig | 6:54,40 |       |
| 4     | Morten Nielsen, Thomas Larsen        | Danmark  | 6:55,37 |       |
| 5     | Giuseppe De Vita, Raffaello Leonardo | Italien  | 7:04,91 |       |
| 6     | Siniša Skelin, Nikša Skelin          | Kroatien | 7:11,19 |       |

### Finale A
| Plac. | Roere                                | Land        | Tid     | Noter |
| ----- | ------------------------------------ | ----------- | ------- | ----- |
|       | Drew Ginn, Duncan Free               | Australien  | 6:37,44 |       |
|       | Dave Calder, Scott Frandsen          | Canada      | 6:39,55 |       |
|       | Nathan Twaddle, George Bridgewater   | New Zealand | 6:44,19 |       |
| 4     | Tom Lehmann, Felix Drahotta          | Tyskland    | 6:47,40 |       |
| 5     | Shaun Keeling, Ramon di Clemente     | Sydafrika   | 6:47,83 |       |
| 6     | Tyler Winklevoss, Cameron Winklevoss | USA         | 7:05,58 |       |